# Droom en Daad
Stichting Droom en Daad is een Nederlandse filantropische organisatie die op 13 december 2016 werd opgericht door de familie Van der Vorm, onder andere bekend van de Holland-Amerika Lijn, HAL Investments en Stichting De Verre Bergen. Waar de Stichting De Verre Bergen zich met name richt op het aanpakken van maatschappelijke problemen in Rotterdam, richt Droom en Daad zich op de culturele sector van de stad. De stichting is een algemeen nut beogende instelling (ANBI).

## Activiteiten
Droom en Daad heeft als doel om bij te dragen aan een mooi en aantrekkelijk Rotterdam door te investeren in de culturele sector en deze aantrekkelijk te maken voor jong en oud. Daarnaast investeert het ook in het opknappen van openbare ruimte om de stad zo leefbaar mogelijk te maken. De stichting lanceert zelf initiatieven, maar participeert ook in initiatieven van anderen.
Enkele projecten waar de stichting een bijdrage aan heeft geleverd zijn:
- Museum Fenix in de Rotterdamse wijk Katendrecht. Dat zich richt op het thema migratie en toont hoe mensen wereldwijd in beweging zijn.[3]
- Het opknappen van Het Park naast de Euromast. Met daarbij de ontwikkeling van een paviljoen.
- De realisatie van Depot Boijmans Van Beuningen en de verbouwing van Museum Boijmans Van Beuningen.[4]
- Het Danshuis, gelegen naast Fenix, het opknappen van het Buizenpark en de aanleg van een ondergrondse fietsenstalling.[5]
- Financiële ondersteuning van diverse Rotterdamse festivals waaronder International Film Festival Rotterdam, Weekend van de Romantische Muziek en Zomer Serenades.[6]
- Een nieuw onderkomen voor het Nederlands Fotomuseum in pakhuis Santos te Rotterdam.[7]
- Het Batavierhuis, een werkplek voor jonge, professionele musici.[8]
- Muziekwerf, een ontmoetingsplek waar jongeren samen muziek maken.[9]
- Het Tramhuis, een kleine stadskiosk voor wandelingen, routes en cultuur in de stad.[10]
- Het Veerhuis, voormalig RDM-veerhuis voor arbeiders die de oversteek maakten naar het RDM-gebied, wordt een schrijfhuis voor liefhebbers van tekst, taal en verhalen.[11]

## Organisatie
De stichting is opgericht door Martijn van der Vorm, hij is van de start tot en met 2024 voorzitter geweest van het bestuur. In 2024 nam hij afscheid en werd C.O. van der Vorm voorzitter van de stichting. Wim Pijbes, die voorheen directeur was van de Rotterdamse Kunsthal en van het Rijksmuseum Amsterdam, is sinds de start in 2017 de directeur van Droom en Daad.

## Financiën
De stichting stelt financiële informatie beschikbaar op de website en in de directieverslagen. Onderstaand een overzicht van de totale donaties in miljoenen.
| Jaar          | '16/'17 | 2018 | 2019 | 2020 | 2021 | 2022 | 2023 | 2024 | Totaal |
| ------------- | ------- | ---- | ---- | ---- | ---- | ---- | ---- | ---- | ------ |
| Projecten     | 1.9     | 0.6  | 1.1  | 2.3  | 9.5  | 3.3  | 4.1  | 18.0 | 22.8   |
| Participaties | 0.2     | 6.1  | 4.6  | 5.6  | 3.2  | 6.2  | 45.5 | 8.0  | 71.4   |
| Totaal        | 2.1     | 6.7  | 5.7  | 7.9  | 12.7 | 9.5  | 49.6 | 26.1 | 94.2   |